# Face au tueur
Pour plus de détails, voir Fiche technique et Distribution.
Face au tueur (Facing the Enemy) est un film américain réalisé par Robert Malenfant en 2001.

## Synopsis
Griff McCleary est policier, et son fils de 7 ans se tue en jouant avec le pistolet qu'il a trouvé dans un coin de la maison. 
Un an plus tard, Griff et son épouse Olivia sont encore sous le choc de ce drame, quand Griff décide de quitter le domicile conjugal. 
Il se lance dans une enquête sur un présumé suicide, qui semble impliquer une Nikki très séduisante et ayant besoin d'être suivie de très près.
Les dérives de Griff avec Nikki vont prêter le flanc à des manœuvres perverses d'Harlan Moss, le mari de Nikki, qui tente d'atteindre Griff en s'attaquant à sa femme Olivia.

## Fiche technique
- Scénario : Martin Kitrosser
- Producteur : Maxwell Caulfield, Pierre David, Rick Eyler, Anita Gershman, Larry Gershman, Robert Malenfant, Ken Sanders, Chris H. Ullrich, Noël A. Zanitsch pour Spellbinding Productions LLC et World International Network (WIN)
- Musique : Richard Bowers
- Photographie : Steve Adcock
- Genre : Thriller
- Durée : UK : 95 min / Pays-Bas : 98 min
- Pays de production :  États-Unis
- Couleur
- Son : Stéréo

## Distribution
- Linden Ashby : Griff McCleary
- Maxwell Caulfield : Harlan Moss
- Alexandra Paul : Olivia McCleary
- Melanie Wilson : Cassie Ives
- Cynthia Preston : Nikki Mayhew
- Bruce Weitz : Lt. Carl Runyon
- Max Gail : Thomas Galloway
- Christopher Comes : Benny Janovic
- June Chadwick : Irene Spellman
- Patricia Harty : Sandra Galloway
- Greg Fitzpatrick : Brett
- Judith Montgomery : Dolly Dixon
- Dyllan Christopher : Kevin McCleary
- Emmett Shoemaker : Jeff
- Anne Welles : Anita